# Bombový útok na Parsons Green
K bombovému útoku na Parsons Green došlo 15. září 2017 okolo 8:20 BST na lince metra District Line v obvodě Hammersmith a Fulham. 30 většinou popálených lidí bylo převezeno do nemocnic. Metropolitní policie vyšetřuje tento incident jako teroristický útok.

## Incident

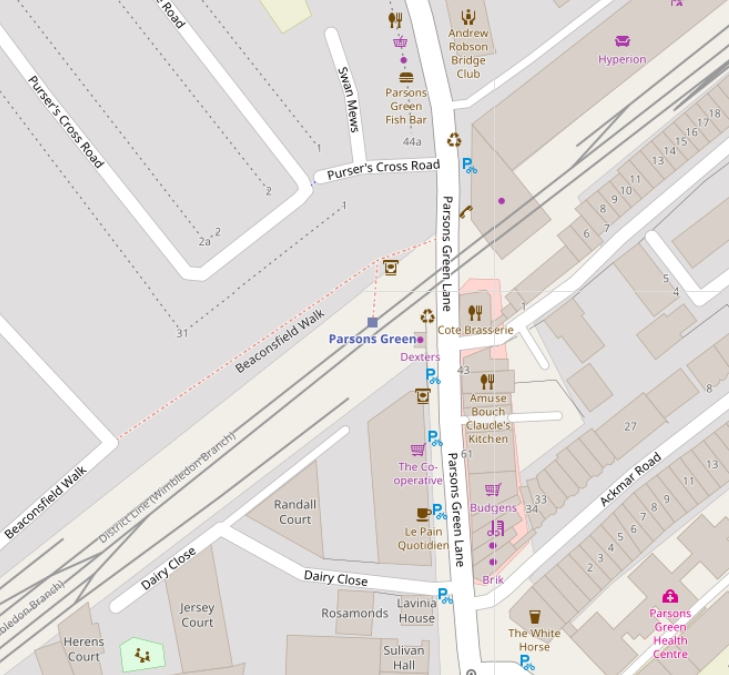
Mapa oblasti

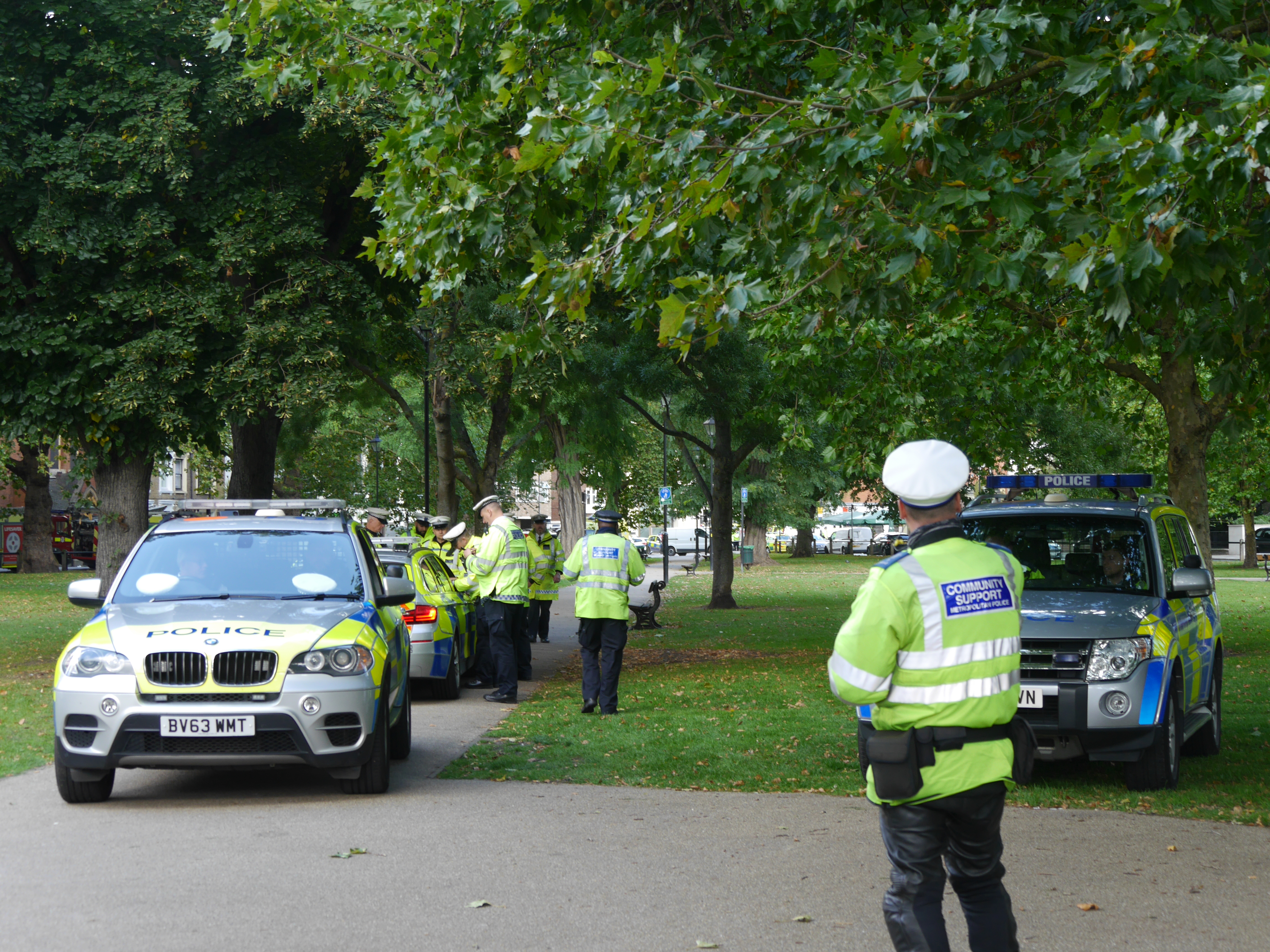
Policie v oblasti výbuchu

### Útok
Útok se odehrál na lince metra District Line na stanici Parsons Green v západním Londýně. V metru se nacházeli také školáci. Výbuch vytvořil ohnivou kouli, která se řítila v přeplněném vlaku. Několik pasažérů bylo zasažen ohněm z výbuchu, další utrpěli zranění z následné tlačenice. 30 lidi potřebovalo lékařské ošetření, z nichž 19 jich bylo převezeno do nemocnice sanitkou a ostatní tam odjeli sami.
Zařízeni bylo umístěno v bílém kbelíku uvnitř nákupní termotašky značky Lidl dle obrázků zveřejněných těsně po incidentu. Dráty viditelně visely. Zprávy ohlásily, že zařízení mělo připojený časovač. Dle závěrů vyšetřování obsahoval kbelík 400 g peroxidu acetonu a přes 2 kg malých kovových předmětů. Takový výbuch by vytvořil smrtelnou tlakovou vlnu do 1 m od nálože a fragmenty by mohly zabít přibližně 10 lidí. Důvody selhání nejsou přesně známé, připravený peroxid acetonu mohl být špatně vysušený a velmi vlhký.

### Islámský stát
K útoku se přihlásil Islámský stát prostřednictvím agentury Amaq. Metropolitní police popsala tvrzení jako „velmi rutinní v takovýchto okolnostech ... bez ohledu na to, zda již dříve spolupracovali s jednotlivci.“ Dne 17. září oznámila britská ministryně vnitra Amber Rudd, že neexistují důkazy, které by naznačovaly účast Islámského státu na útoku a dodala, že zjistí, kým byl útočník radikalizován.

### Vyšetřování
Britská transportní policie vede vyšetřování útoku. Na tomto vyšetřování se dle londýnské policie podílejí stovky detektivů. Lidl se zavázal, že pomůže policii při vyšetřování. Metropolitní policie identifikovala osobu, která by mohla být pachatelem.
Dne 16. září policie hrabství Kent oznámila, že 18letý podezřelý, byl zatčen v Doverském přístavu. Ten samý den provedla policie zátah na dům ve městě Sunbury-on-Thames v hrabství Surrey. Později ten stejný den policie zatkla 21letého muže v londýnském obvodu Hounslow a hledala dům v Stanwellu, Surrey, který je spojen s útokem. 21letý muž byl později označen jako Yahyah Farroukh, Syrský uprchlík z Damašku, který do Spojeného království přišel někdy v roce 2013 a 18letý jako uprchlík z Íránu. Dle Farroukhovi facebookové stránky studoval od roku 2013 na West Thames College. Ten a 18letý kluk byli vychováni stejnými pěstounskými rodiči, Ronaldem a Penelopou Jonesovými. Jejich dům je jedním z nemovitostí v Surrey, které hledá policie. Druhý dům v Stanwellu je ten, kde žil Farroukh po pěstounské péči. Farroukh byl zatčen před Aladdins Chicken Shop v Hounslow, kde pracoval.
Oba dva byli zatčeni podle § 41 legislativy Terrorism Act 2000 a policistům bylo nařízeno, aby je zadrželi pro další výslechy. Dne 19. září byl zatčen třetí 25letý muž byl v Newportu, jižním Walesu. Před útokem byl 18letý odkázán na vládní program proti extremismu.
Dne 21. září byl propuštěn 21letý muž bez jakýchkoliv obvinění. 23. září 2017 se 18letý muž objevil u soudu s obviněním z pokusu o vraždu a způsobení výbuchu, který ohrozil životy lidí. Byl zadržen a dne 13. října měl další soud v justiční síni v Old Bailey. Sedmý 20letý muž byl zadržen 25. září v Cardiffu. Šest ze sedmi zatčených mužů bylo propuštěno bez obvinění.
Ahmed Hassan byl v březnu 2018 obviněn z pokusu o vraždu, kterou odmítl. Jeho soud se konal ve dnech 5.–16. března 2018. 16. března byl shledán vinným. 23. března byl odsouzen k doživotnímu vězení na minimálně 34 let; podmínečné propuštění by bylo možné nejdříve 23. března 2052.

## Oběti
Při útoku bylo zraněno 30 lidí. Z větší části se jednalo o popáleniny a zranění pocházející z následné tlačenice u východu ze stanice.
| Země         | Zraněných |
| ------------ | --------- |
| Estonsko     | 1         |
| Neoznámených | 29        |
| Celkem       | 30        |